# Leimental
La valle di Leimental si estende dal massiccio collinare del Blauen e del Bruderholz, lungo il corso della Birsig fino alle porte della città di Basilea.
Il bacino idrografico della valle comprende quindici comuni: Biederthal, Leymen e Liebenswiller nel dipartimento dell'Alto Reno, Rodersdorf, Metzerlen-Mariastein, Hofstetten-Flüh, Witterswil e Bättwil nel canton Soletta e Burg im Leimental, Biel-Benken, Ettingen, Therwil, Oberwil, Bottmingen e Binningen nel Canton Basilea Campagna.